# Spankeren (Ort)
Spankeren ist ein Dorf der Gemeinde Rheden in der niederländischen Provinz Gelderland. Der Ort befindet sich am Anfang des Apeldoornkanals gegenüber von Dieren. 
Obwohl es sich bei Spankeren um ein kleines Dorf handelt, gibt es zwei Industriegebiete entlang des Apeldoornkanals, in denen viele Betriebe (wie z. B. die Elitech Benelux B.V.) ihren Sitz haben.
In Spankeren befindet sich das im 15. Jahrhundert gebaute Schloss Gelderse Toren.
Der aus Tuff gebaute Turm der Petruskirche in Spankeren datiert aus dem 12. Jahrhundert und gehört damit zu den ältesten Kirchtürmen der Veluwe. Die heutige Kirche datiert aus dem 19. Jahrhundert und ist seit 1970 anerkannt als Rijksmonument (niederländisch, wörtlich „Reichsdenkmal“). 

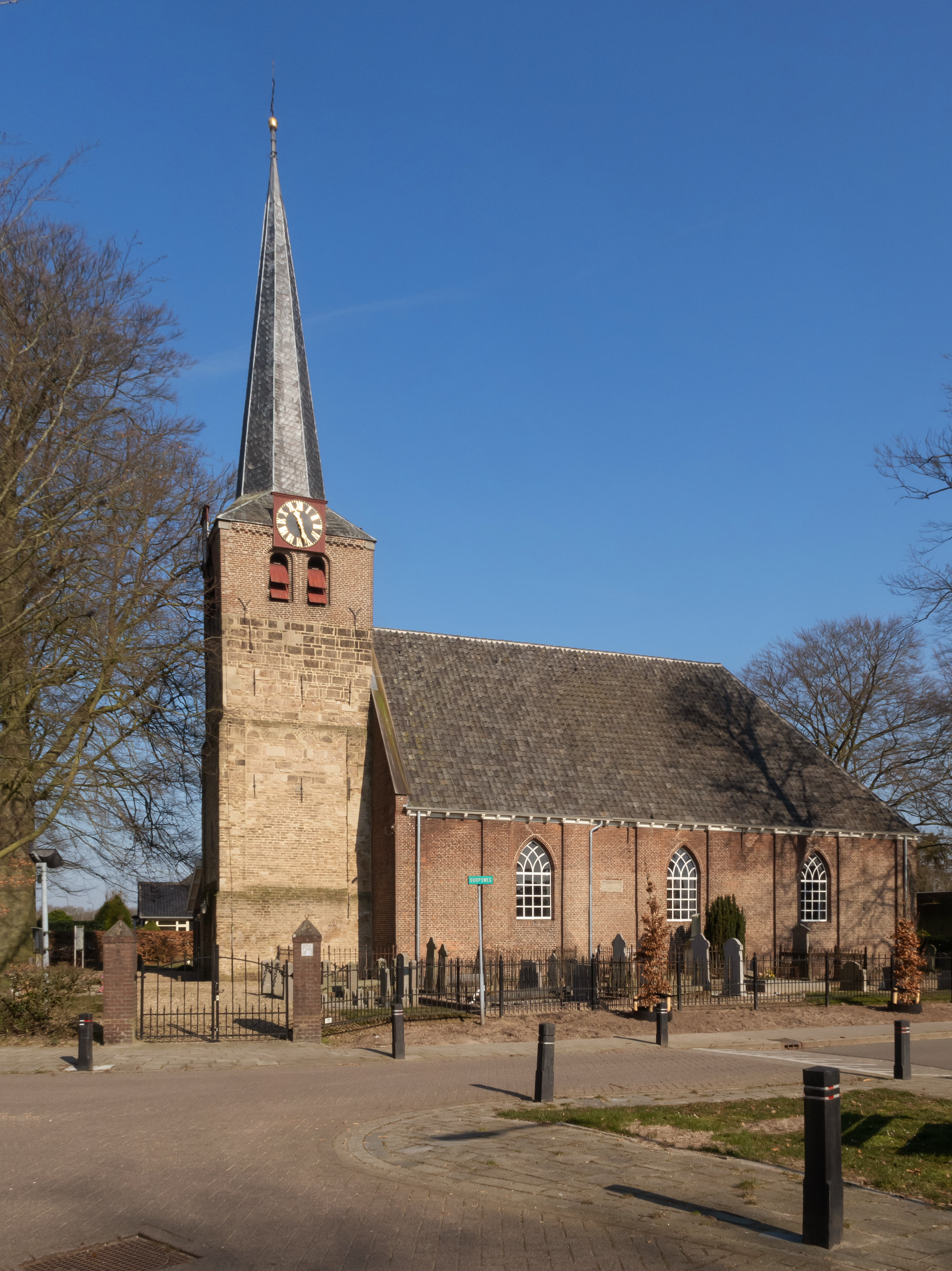
Kirche in Spankeren